# Atletica leggera ai VII Giochi paralimpici estivi
L'atletica leggera ai VII Giochi paralimpici estivi di Stoke Mandeville e New York si è svolta dal 17 al 29 giugno 1984. Hanno gareggiato 51 nazioni, con 1198 partecipanti (885 uomini e 313 donne), per un totale di 449 eventi.
Come per tutti gli altri sport, le gare su sedia a rotelle si sono tenute a Stoke Mandeville, nel Regno Unito, mentre le altre gare, destinate a disabili visivi, cerebrolesi, amputati e Les autres sono avvenute a New York negli Stati Uniti.

## Nazioni partecipanti
- Argentina (6)
- Australia (54)
- Austria (30)
- Bahamas (2)
- Bahrein (12)
- Belgio (18)
- Birmania (10)
- Brasile (25)
- Canada (114)
- Cina (12)
- Corea del Sud (5)
- Danimarca (11)
- Ecuador (2)
- Egitto (18)
- Finlandia (34)
- Francia (27)
- Germania Est (4)
- Germania Ovest (74)
- Giamaica (1)
- Giappone (28)
- Giordania (7)
- Grecia (3)
- Hong Kong (17)
- India (4)
- Iran (8)
- Irlanda (43)
- Islanda (5)
- Israele (10)
- Italia (34)
- Jugoslavia (16)
- Kenya (13)
- Kuwait (17)
- Liechtenstein (1)
- Lussemburgo (3)
- Messico (47)
- Norvegia (31)
- Nuova Zelanda (10)
- Paesi Bassi (16)
- Papua Nuova Guinea (4)
- Polonia (20)
- Portogallo (15)
- Regno Unito (130)
- Spagna (7)
- Stati Uniti (167)
- Svezia (25)
- Svizzera (26)
- Thailandia (1)
- Trinidad e Tobago (7)
- Ungheria (12)
- Venezuela (5)
- Zimbabwe (7)

## Medagliere[2]
Nazione ospitante 
| Posizione | Paese             | Oro | Argento | Bronzo | Totale |
| --------- | ----------------- | --- | ------- | ------ | ------ |
| 1         | Stati Uniti       | 76  | 83      | 74     | 233    |
| 2         | Regno Unito       | 63  | 53      | 45     | 161    |
| 3         | Canada            | 49  | 31      | 31     | 111    |
| 4         | Germania Ovest    | 35  | 34      | 39     | 108    |
| 5         | Svezia            | 30  | 13      | 7      | 50     |
| 6         | Polonia           | 17  | 22      | 13     | 52     |
| 7         | Australia         | 17  | 19      | 22     | 58     |
| 8         | Belgio            | 17  | 14      | 5      | 36     |
| 9         | Svizzera          | 15  | 10      | 7      | 32     |
| 10        | Irlanda           | 13  | 11      | 24     | 48     |
| 11        | Danimarca         | 13  | 5       | 2      | 20     |
| 12        | Norvegia          | 11  | 13      | 11     | 35     |
| 13        | Finlandia         | 11  | 8       | 16     | 35     |
| 14        | Francia           | 9   | 23      | 12     | 44     |
| 15        | Giappone          | 9   | 6       | 4      | 19     |
| 16        | Jugoslavia        | 8   | 8       | 3      | 19     |
| 17        | Nuova Zelanda     | 7   | 8       | 4      | 19     |
| 18        | Messico           | 6   | 14      | 15     | 35     |
| 19        | Brasile           | 6   | 12      | 3      | 21     |
| 20        | Paesi Bassi       | 6   | 9       | 8      | 23     |
| 21        | Austria           | 5   | 11      | 8      | 24     |
| 22        | Italia            | 4   | 6       | 7      | 17     |
| 23        | Israele           | 4   | 5       | 4      | 13     |
| 24        | Portogallo        | 3   | 2       | 5      | 10     |
| 25        | Spagna            | 3   | 1       | 3      | 7      |
| 26        | Ungheria          | 2   | 7       | 2      | 11     |
| 27        | Cina              | 2   | 5       | 4      | 11     |
| 28        | Hong Kong         | 2   | 2       | 5      | 9      |
| 29        | Trinidad e Tobago | 2   | 0       | 0      | 2      |
| 30        | Birmania          | 1   | 2       | 1      | 4      |
| 30        | Kuwait            | 1   | 2       | 1      | 4      |
| 32        | Kenya             | 1   | 1       | 1      | 3      |
| 33        | Egitto            | 1   | 0       | 4      | 5      |
| 34        | Germania Est      | 0   | 3       | 1      | 4      |
| 35        | India             | 0   | 2       | 2      | 4      |
| 36        | Lussemburgo       | 0   | 2       | 0      | 2      |
| 37        | Giordania         | 0   | 1       | 2      | 3      |
| 38        | Bahamas           | 0   | 1       | 1      | 2      |
| 39        | Bahrein           | 0   | 0       | 2      | 2      |
| 39        | Islanda           | 0   | 0       | 2      | 2      |
| 39        | Zimbabwe          | 0   | 0       | 2      | 2      |
| Totale    | Totale            | 449 | 449     | 402    | 1300   |

## Podi

### Gare maschili
| Evento                            | Oro                                                                | Argento                                                                 | Bronzo                                                |
| 20 m (arm) C2                     | Canada - Brian Kelly                                               | Messico - Dominquez Ignacio Juarez                                      | Stati Uniti - Mike Bowen                              |
| 60 m C2                           | Danimarca - Mogens Justesen                                        | Stati Uniti - Tom Cush                                                  | Regno Unito - Edwin Moore                             |
| 60 m C3                           | Svezia - Per Boman                                                 | Germania Ovest - Erich Christ                                           | Stati Uniti - Rene Rivera                             |
| 60 m C6                           | Regno Unito - Colin Keay                                           | Francia - Andre Havard                                                  | Regno Unito - Gordon Robertson                        |
| 60 m L1                           | Regno Unito - John Welsh                                           | Stati Uniti - Doug Harris                                               | Stati Uniti - Tony Worley                             |
| 100 m 1A                          | Stati Uniti - J. Lewellyn                                          | Svizzera - Rainer Küschall                                              | Germania Ovest - H. Lobbering                         |
| 100 m 1B                          | Svezia - Leif Hedman                                               | Svizzera - Peter Schmid                                                 | Canada - Terry Gehlert                                |
| 100 m 1C                          | Messico - Eduardo Monsalvo                                         | Stati Uniti - Dino Wallen                                               | Stati Uniti - J. Hayes                                |
| 100 m 2                           | Messico - Eusebio Valdez                                           | Australia - David McPherson                                             | Messico - Jorge Luna                                  |
| 100 m 3                           | Belgio - Marc de Vos                                               | Belgio - Paul van Winkel                                                | Brasile - J. Graciano                                 |
| 100 m 4                           | Nuova Zelanda - Robert Courtney                                    | Germania Ovest - Hans Schroder                                          | Canada - Ron Minor                                    |
| 100 m 5                           | Stati Uniti - D. Barret                                            | Svizzera - Franz Nietlispach                                            | Bahrein - Adel Sultan                                 |
| 100 m A1-3                        | Stati Uniti - Jim Martinson                                        | Stati Uniti - Kris Lenzo                                                | Irlanda - Gerry O'Rourke                              |
| 100 m A4                          | Polonia - Kazimierz Suchocki                                       | Germania Ovest - Jurgen Johann                                          | Australia - Joe Egan                                  |
| 100 m A5                          | Germania Ovest - Mathias Berghoter                                 | Polonia - Jerzy Szlezak                                                 | Germania Ovest - Felix Abele                          |
| 100 m A6                          | Finlandia - Harri Jauhiainen                                       | Stati Uniti - Ira Rankin                                                | Australia - Peter Kirby                               |
| 100 m B1                          | Stati Uniti - Winford Haynes Canada - Yvan Bourdeau                | Paesi Bassi - Soedjeman Dipowidjojo                                     | Polonia - Stefan Bidzinski                            |
| 100 m B2                          | Australia - Mark Davies                                            | Austria - Kurt Prall                                                    | Germania Ovest - Walter Knors                         |
| 100 m B3                          | Stati Uniti - Paul Smith                                           | Francia - Lucien Quemond                                                | Giappone - Yoshinori Simazu                           |
| 100 m C4                          | Canada - Robert Easton                                             | Francia - Jean Louis Janneay                                            | Stati Uniti - Waymon Ware                             |
| 100 m C5                          | Stati Uniti - John Sacco                                           | Stati Uniti - Dean Houle                                                | Stati Uniti - Mark Kemp                               |
| 100 m C7                          | Danimarca - Henrik Thomsen                                         | Francia - Michel Bapte                                                  | Belgio - Mario Debaene                                |
| 100 m C8                          | Portogallo - Reinaldo Jose Pereira                                 | Portogallo - Antonio Carlos Martins                                     | Austria - Franz Hlozek                                |
| 100 m L2                          | Stati Uniti - Scott Schneider                                      | Belgio - Patrick de Uylder                                              | Stati Uniti - Gary Stone                              |
| 100 m L3                          | Svezia - Hikan Eriksson                                            | Stati Uniti - Bill Lehr                                                 | Regno Unito - Keith Whiley                            |
| 100 m L5                          | Regno Unito - Derek Nixon                                          | Lussemburgo - Mathias Bingen                                            |                                                       |
| 100 m L6                          | Finlandia - Reino Peltonen                                         | Regno Unito - Peter Williams                                            | Regno Unito - Robert Love                             |
| 200 m 1A                          | Svizzera - Rainer Küschall                                         | Stati Uniti - Bart Dodson                                               | Germania Ovest - H. Lobbering                         |
| 200 m 1B                          | Svezia - J. Matsson                                                | Svizzera - Peter Schmid                                                 | Svezia - Leif Hedman                                  |
| 200 m 1C                          | Stati Uniti - Dino Wallen                                          | Australia - Alan Dufty                                                  | Stati Uniti - J. Hayes                                |
| 200 m 2                           | Messico - Jorge Luna                                               | Canada - Paul Clark                                                     | Australia - David McPherson                           |
| 200 m 3                           | Belgio - Marc de Vos                                               | Belgio - Paul van Winkel                                                | Svezia - H. Jansson                                   |
| 200 m 4                           | Canada - Ron Minor                                                 | Belgio - Remi van Ophem                                                 | Germania Ovest - Hans Schroder                        |
| 200 m 5                           | Svizzera - Franz Nietlispach                                       | Stati Uniti - D. Barret                                                 | Stati Uniti - Tom Foran                               |
| 200 m C2                          | Danimarca - Mogens Justesen                                        | Stati Uniti - Tom Cush                                                  | Regno Unito - Edwin Moore                             |
| 200 m C3                          | Germania Ovest - Erich Christ                                      | Svezia - Per Boman                                                      | Stati Uniti - Richard Simon                           |
| 200 m C7                          | Danimarca - Henrik Thomsen                                         | Francia - Michel Bapte                                                  | Islanda - Haukur Gunnarsson                           |
| 200 m C8                          | Portogallo - Antonio Carlos Martins                                | Austria - Franz Hlozek                                                  | Portogallo - Reinaldo Jose Perier                     |
| 400 m 1A                          | Svizzera - Rainer Küschall                                         | Stati Uniti - J. Lewellyn                                               | Germania Ovest - Heinrich Koeberle                    |
| 400 m 1B                          | Svezia - J. Matsson                                                | Stati Uniti - N. Jorgensen                                              | Svizzera - Peter Schmid                               |
| 400 m 1C                          | Australia - Alan Dufty                                             | Stati Uniti - D. Goodman                                                | Messico - Eduardo Monsalvo                            |
| 400 m 2                           | Australia - Mike Nugent                                            | Canada - Paul Clark                                                     | Svizzera - Heinz Frei                                 |
| 400 m 3                           | Belgio - Paul van Winkel                                           | Belgio - Marc de Vos                                                    | Germania Ovest - Gregor Golombek                      |
| 400 m 4                           | Canada - Ron Minor                                                 | Stati Uniti - Randy Snow                                                | Belgio - Remi van Ophem                               |
| 400 m 5                           | Svizzera - Franz Nietlispach                                       | Stati Uniti - D. Barret                                                 | Stati Uniti - Tom Foran                               |
| 400 m A1-3                        | Stati Uniti - Kris Lenzo                                           | Irlanda - Gerry O'Rourke                                                | Stati Uniti - Jim Martinson                           |
| 400 m A4                          | Polonia - Kazimierz Suchocki                                       | Australia - Stephen Sargolia                                            | Germania Ovest - Jurgen Johann                        |
| 400 m A5                          | Polonia - Jerzy Szlezak                                            | Germania Ovest - Matthias Berg                                          | Jugoslavia - Slobodan Adzic                           |
| 400 m A6                          | Finlandia - Harri Jauhiainen                                       | Regno Unito - John Watson                                               | Australia - Peter Kirby                               |
| 400 m B1                          | Stati Uniti - Winford Haynes                                       | Stati Uniti - Lonzey Jenkins                                            | Regno Unito - Graham Salmon                           |
| 400 m B2                          | Germania Ovest - Walter Knors                                      | Svezia - Mats Lindblad Jugoslavia - Ramon Odzakovic                     |                                                       |
| 400 m B3                          | Francia - Lucien Quemond                                           | Regno Unito - Noel Thatcher                                             | Stati Uniti - Paul Smith                              |
| 400 m C4                          | Canada - Robert Easton                                             | Francia - Jean Louis Janneay                                            | Francia - Antoine Delaune                             |
| 400 m C6                          | Regno Unito - Colin Keay                                           | Regno Unito - Gordon Robertson                                          | Francia - Andre Havard                                |
| 400 m C7                          | Jugoslavia - Rudi Kocmut                                           | Canada - Robert Mearns                                                  | Islanda - Haukur Gunnarsson                           |
| 400 m L2                          | Belgio - Patrick de Uylder                                         | Stati Uniti - Scott Schneider                                           | Stati Uniti - Gary Stone                              |
| 400 m L3                          | Svezia - Hikan Eriksson                                            | Stati Uniti - Bill Lehr                                                 | Regno Unito - John Grant                              |
| 400 m L4                          | Regno Unito - John Fisher                                          |                                                                         |                                                       |
| 400 m L6                          | Finlandia - Jouko Grip                                             | Finlandia - Reino Peltonen                                              | Regno Unito - Peter Williams                          |
| 800 m 1A                          | Germania Ovest - Heinrich Koeberle                                 | Stati Uniti - J. Lewellyn                                               | Svizzera - Rainer Küschall                            |
| 800 m 1B                          | Svezia - J. Matsson                                                | Svizzera - Peter Schmid                                                 | Stati Uniti - N. Jorgensen                            |
| 800 m 1C                          | Stati Uniti - D. Goodman                                           | Messico - Eduardo Monsalvo                                              | Australia - Alan Dufty                                |
| 800 m 2                           | Canada - Paul Clark                                                | Svizzera - Heinz Frei                                                   | Australia - Mike Nugent                               |
| 800 m 3                           | Belgio - Marc de Vos                                               | Germania Ovest - Gregor Golombek                                        | Stati Uniti - J. Rodolf                               |
| 800 m 4                           | Canada - Ron Minor                                                 | Stati Uniti - Randy Snow                                                | Australia - Peter Trotter                             |
| 800 m 5                           | Svizzera - Franz Nietlispach                                       | Australia - Robert McIntyre                                             | Canada - Mel Fitzgerald                               |
| 800 m A1-3                        | Francia - Mustapha Badid                                           | Stati Uniti - Jim Martinson                                             | Irlanda - Gerry O'Rourke                              |
| 800 m B1                          | Regno Unito - Robert Matthews                                      | Norvegia - Tofiri Kibuuka                                               | Irlanda - Patrick Kelly                               |
| 800 m B2                          | Belgio - Freddy Matton                                             | Jugoslavia - Ramon Odzakovic                                            | Svezia - Sixten Berner                                |
| 800 m B3                          | Regno Unito - James Brown                                          | Stati Uniti - Leamon Stansell                                           | Irlanda - Fintan O'Donnell                            |
| 800 m C4                          | Canada - Robert Easton                                             | Francia - Jean Louis Janneay                                            | Canada - Gino Vendetti                                |
| 800 m C8                          | Canada - Robert Mearns                                             | Finlandia - Ari Lehto                                                   | Portogallo - Antonio Carlos Martins                   |
| 800 m L3                          | Svezia - Hikan Eriksson                                            | Stati Uniti - Bill Lehr                                                 | Regno Unito - John Grant                              |
| 1000 m cross country C6           | Regno Unito - Colin Keay                                           | Svezia - Tony Harborn                                                   | Stati Uniti - Salvin Ficara                           |
| 1500 m cross country C7           | Canada - Robert Mearns                                             | Regno Unito - Gary Gardner                                              | Paesi Bassi - John Jansen                             |
| 1500 m cross country C8           | Portogallo - Antonio Carlos Martins                                | Finlandia - Ari Lehto                                                   | Regno Unito - Paul Taylor                             |
| 1500 m 2                          | Svizzera - Heinz Frei                                              | Canada - Paul Clark                                                     | Australia - Mike Nugent                               |
| 1500 m 3                          | Belgio - Paul van Winkel                                           | Germania Ovest - Gregor Golombek                                        | Canada - André Viger                                  |
| 1500 m 4                          | Canada - Rick Hansen                                               | Australia - Peter Trotter                                               | Stati Uniti - Randy Snow                              |
| 1500 m 5                          | Svizzera - Franz Nietlispach                                       | Canada - Mel Fitzgerald                                                 | Australia - Robert McIntyre                           |
| 1500 m A5                         | Norvegia - Cato Zahl Pedersen                                      | Jugoslavia - Slobodan Adzic                                             | Germania Ovest - Axel Hecker                          |
| 1500 m A6                         | Finlandia - Harri Jauhiainen                                       | Nuova Zelanda - Michael Ocallaghan                                      | Italia - Giuseppe Pavan                               |
| 1500 m B1                         | Regno Unito - Robert Matthews                                      | Norvegia - Tofiri Kibuuka                                               | Irlanda - Patrick Kelly                               |
| 1500 m B2                         | Svezia - Sixten Berner                                             | Norvegia - Sverre Fuglerud                                              | Svezia - Gunnar Thomsson                              |
| 1500 m B3                         | Regno Unito - James Brown                                          | Belgio - Patrick de Ryck                                                | Stati Uniti - Leamon Stansell                         |
| 1500 m L6                         | Finlandia - Jouko Grip                                             | Regno Unito - Peter Williams                                            | Regno Unito - Robert Love                             |
| 5000 m 2                          | Svizzera - Heinz Frei                                              | Canada - Paul Clark                                                     | Svizzera - Erwin Zemp                                 |
| 5000 m 3                          | Germania Ovest - Gregor Golombek                                   | Stati Uniti - George Murray                                             | Stati Uniti - J. Rodolf                               |
| 5000 m 4                          | Australia - Peter Trotter                                          | Canada - Rick Hansen                                                    | Francia - Jean Francois Poitevin                      |
| 5000 m 5                          | Stati Uniti - Tom Foran                                            | Canada - Mel Fitzgerald                                                 | Australia - Robert McIntyre                           |
| 5000 m A5                         | Norvegia - Cato Zahl Pedersen                                      | Jugoslavia - Slobodan Adzic                                             | Israele - Yekutiel Gershoni                           |
| 5000 m A6                         | Italia - Giuseppe Pavan                                            | Nuova Zelanda - Michael Ocallaghan                                      | Finlandia - Heikki Miettinen                          |
| 5000 m B1                         | Regno Unito - Robert Matthews                                      | Norvegia - Tofiri Kibuuka                                               | Norvegia - Joerund Gaasemyr                           |
| 5000 m B2                         | Svezia - Gunnar Thomsson                                           | Belgio - Freddy Matton                                                  | Norvegia - Terje Loevaas                              |
| 5000 m B3                         | Stati Uniti - Leamon Stansell                                      | Regno Unito - Neil Pearson                                              | Italia - Giulio Gusmeroli                             |
| Maratona 1A                       | Germania Ovest - Heinrich Koeberle                                 |                                                                         |                                                       |
| Maratona 1B                       | Svezia - J. Matsson                                                | Svizzera - Peter Schmid                                                 | Irlanda - Ronan Rooney                                |
| Maratona 1C                       | Australia - Alan Dufty                                             | Stati Uniti - Dino Wallen                                               | Messico - Eduardo Monsalvo                            |
| Maratona 2                        | Svizzera - Heinz Frei                                              | Canada - Paul Clark                                                     | Nuova Zelanda - Graham Condon                         |
| Maratona 3                        | Canada - André Viger                                               | Germania Ovest - Gregor Golombek                                        | Canada - R. Sampson                                   |
| Maratona 4                        | Canada - Rick Hansen                                               | Francia - Jean Francois Poitevin                                        | Canada - Ron Minor                                    |
| Maratona 5                        | Canada - Mel Fitzgerald                                            | Stati Uniti - B. Hedrick                                                | Stati Uniti - Tom Foran                               |
| Staffetta 4×100 m 1A–1C           | Stati Uniti                                                        | Svizzera Werner Kaiser Rainer Küschall Peter Schmid Eric Walter         | Australia                                             |
| Staffetta 4×100 m 2-5             | Belgio                                                             | Stati Uniti                                                             | Svezia                                                |
| Staffetta 4×100 m A4–9            | Australia                                                          | Polonia                                                                 | Stati Uniti                                           |
| Staffetta 4×100 m C4              | Canada                                                             | Regno Unito Norman Burns Michael Hipkin Anthony Honour Paul Williams    |                                                       |
| Staffetta 4×100 m C7-8            | Regno Unito Gary Gardner Darren Rabin Gerard McConnell Paul Taylor | Portogallo                                                              | Irlanda                                               |
| Staffetta 4×200 m 1A–1C           | Canada                                                             | Australia                                                               |                                                       |
| Staffetta 4×200 m 2-5             | Belgio                                                             | Canada                                                                  | Germania Ovest                                        |
| Staffetta 4×400 m 2-5             | Belgio                                                             | Canada                                                                  | Australia                                             |
| Staffetta 4×400 m A4–9            | Polonia                                                            | Australia                                                               | Austria                                               |
| Salto in alto A2                  | Canada - Arnold Boldt                                              | Paesi Bassi - Bert Bottemanne Regno Unito - Anthony Willis              |                                                       |
| Salto in alto A3                  | Birmania - Ngwe Tin                                                | Irlanda - Ronan Tynan Birmania - Gyi Aung                               |                                                       |
| Salto in alto A4                  | Stati Uniti - Ronnie Alsup                                         | Australia - James Hoggan Polonia - Kazimierz Suchocki                   |                                                       |
| Salto in alto A5                  | Germania Ovest - Matthias Berg                                     | Canada - Jeff Tiessen Polonia - Jerzy Szlezak Regno Unito - Ronald West |                                                       |
| Salto in alto A6                  | Australia - Michael Morley                                         | Australia - Brett Holcombe Ungheria - Peter Lorencz                     |                                                       |
| Salto in alto B1                  | Italia - Italo Sacchetto                                           | Polonia - Stefan Bidzinski                                              | Svizzera - Beat Camenzind                             |
| Salto in alto B2                  | Francia - Stephane Saas                                            | Belgio - Rudy de Meersman                                               | Germania Ovest - Norbert Antlitz                      |
| Salto in alto B3                  | Ungheria - Yosef Olah                                              | Italia - Claudio Foresti                                                | Stati Uniti - George Morris Australia - Warren Lawton |
| Salto in lungo A2                 | Australia - Kerrod McGregor                                        | Svizzera - Hans Santschi                                                | Regno Unito - Anthony Willis                          |
| Salto in lungo A3                 | Irlanda - Ronan Tynan                                              | Birmania - Ngwe Tin                                                     | Birmania - Gyi Aung                                   |
| Salto in lungo A4                 | Stati Uniti - Ronnie Alsup                                         | Australia - Stephen Sargolia                                            | Polonia - Kazimierz Suchocki                          |
| Salto in lungo A5                 | Polonia - Jerzy Szlezak                                            | Cina - Jieping Zheng                                                    | Germania Ovest - Felix Abele                          |
| Salto in lungo A6                 | Australia - Brett Holcombe                                         | Polonia - Jan Krauz                                                     | Australia - Peter Kirby                               |
| Salto in lungo B1                 | Canada - Yvan Bourdeau                                             | Polonia - Stefan Bidzinski                                              | Spagna - Antonio Delgado                              |
| Salto in lungo B2                 | Giappone - Mineho Ozaki\| Jugoslavia - Ante Pehar                  |                                                                         | Germania Ovest - Walter Knors                         |
| Salto in lungo B3                 | Stati Uniti - Paul Smith                                           | Germania Est - Siegmund Hegeholz                                        | Stati Uniti - Garland Burress                         |
| Salto in lungo C7                 | Belgio - Mario Debaene                                             | Francia - Michel Bapte                                                  | Finlandia - Timo Solmari                              |
| Salto in lungo C8                 | Irlanda - David McNally                                            | Germania Ovest - Wolfgang Frenzel                                       | Portogallo - Antonio Carlos Martins                   |
| Salto triplo A5                   | Polonia - Jerzy Szlezak                                            | Australia - Stephen Muir]                                               |                                                       |
| Salto triplo A6                   | Australia - Brett Holcombe                                         | Norvegia - Odd Lovseth                                                  | Australia - Michael Morley                            |
| Salto triplo B1                   | Paesi Bassi - Soedjeman Dipowidjojo                                | Spagna - José Manuel Rodríguez Ibáñez                                   | Finlandia - Pauli Viertonen                           |
| Salto triplo B2                   | Jugoslavia - Ante Pehar                                            | Giappone - Mineho Ozaki                                                 | Regno Unito - Robert Latham                           |
| Salto triplo B3                   | Stati Uniti - Garland Burress                                      | Stati Uniti - Paul Smith                                                | Polonia - Pawel Janowicz                              |
| Lancio della clava 1A             | Stati Uniti - Bart Dodson                                          | Messico - Franicsco de las Fuentes                                      | Stati Uniti - S. Wilkins                              |
| Lancio della clava C2             | Jugoslavia - Zeljko Dereta                                         | Irlanda - Tom Leahy                                                     | Regno Unito - Edwin Moore                             |
| Lancio della clava C3             | Irlanda - Brendan Crean                                            | Regno Unito - John Simpson                                              | Irlanda - Joe Mulhall                                 |
| Lancio della clava C4             | Regno Unito - Norman Burns                                         | Norvegia - Ragnar Anundsen                                              | Stati Uniti - Rene Rivera                             |
| Lancio della clava C5             | Germania Ovest - Michael Quickert                                  | Regno Unito - Paul McGinty                                              | Regno Unito - Eric Green                              |
| Lancio della clava C6             | Regno Unito - Anthony Griffin                                      | Germania Ovest - Stefan Krieger                                         | Stati Uniti - Marvin Ross                             |
| Lancio della clava L1             | Norvegia - Lauritz Ellefsen                                        | Irlanda - John Creedon                                                  | Regno Unito - Tom O'Brien                             |
| Lancio del disco 1C               | Germania Ovest - Siegmar Henker                                    | Brasile - Luis Claudio Pereira                                          | Nuova Zelanda - David Hynds                           |
| Lancio del disco 2                | Svezia - Mats Laveborn                                             | Polonia - Ryszard Tomaszewski                                           | Irlanda - John Twomey                                 |
| Lancio del disco 3                | Stati Uniti - J. Sampaga                                           | Kenya - Japheth Musyoki                                                 | Norvegia - Jone Grant Malmin                          |
| Lancio del disco 4                | Australia - Terry Giddy                                            | Belgio - Remi van Ophem                                                 | Finlandia - L. Kylma                                  |
| Lancio del disco 5                | Regno Unito - John Harris                                          | Francia - Rudi van der Abbeele                                          | Polonia - Jacek Kowalik                               |
| Lancio del disco 6                | Israele - Nachman Wolf                                             | Israele - H. Fliter                                                     | Svezia - Raymond Clark                                |
| Lancio del disco A1               | Stati Uniti - Richard Gould                                        | Germania Ovest - Klaus Detlef Lang                                      | Stati Uniti - John Jerome                             |
| Lancio del disco A2               | Stati Uniti - David Bowers                                         | Australia - Kerrod McGregor                                             | Polonia - Andrzej Zmitrowicz                          |
| Lancio del disco A3               | Irlanda - Ronan Tynan                                              | Polonia - Stanislaw Mielczarek                                          | Cina - Bin Zhao                                       |
| Lancio del disco A4               | Stati Uniti - Antoine Archie                                       | Germania Ovest - Hans Joseflak                                          | Stati Uniti - Jim McElhiney                           |
| Lancio del disco A6/A8            | Canada - Dan Leonard                                               | Paesi Bassi - Rinus de Moor                                             | Finlandia - Harri Jauhiainen                          |
| Lancio del disco A9               | Stati Uniti - Robert Hoskins                                       | Regno Unito - Philip Sadler                                             | Polonia - Jan Buczak                                  |
| Lancio del disco B1               | Stati Uniti - Leroy Franks                                         | Finlandia - Pekka Kujala                                                | Germania Ovest - Dieter Grundmann                     |
| Lancio del disco B2               | Stati Uniti - Todd Hodgin                                          | Stati Uniti - James Mastro                                              | Giappone - Mineho Ozaki                               |
| Lancio del disco C3               | Svizzera - Martin Frey                                             | Regno Unito - John Simpson                                              | Regno Unito - Jason Beasley                           |
| Lancio del disco C4               | Norvegia - Ragnar Anundsen                                         | Stati Uniti - Eric Owens                                                | Francia - Antoine Delaune                             |
| Lancio del disco C5               | Italia - Giovanni Lo Jacono                                        | Stati Uniti - Robert Gordon                                             | Austria - Manfred Atteneder                           |
| Lancio del disco C6               | Belgio - Alex Hermans                                              | Canada - Walter Butt                                                    | Germania Ovest - Reinhard Kruger                      |
| Lancio del disco C7               | Norvegia - Bjorn Tangen                                            | Finlandia - Timo Solmari                                                | Svezia - Sven Hanson                                  |
| Lancio del disco C8               | Stati Uniti - Tom Becke                                            | Regno Unito - Gerard McConnell                                          | Canada - Denis Sevigny                                |
| Lancio del disco L1               | Norvegia - Lauritz Ellefsen                                        | Regno Unito - Tom O'Brien                                               | Stati Uniti - Tony Worley                             |
| Lancio del disco L2               | Regno Unito - Robert Tee                                           | Ungheria - Tibor Szabo                                                  | Stati Uniti - Scott Schneider                         |
| Lancio del disco L3               | Regno Unito - Eric Pearce                                          | Svezia - Peter Sorensen                                                 | Spagna - Alfredo Martín                               |
| Lancio del disco L4               | Regno Unito - Robert Lowe                                          | Stati Uniti - Shaun Graham                                              |                                                       |
| Lancio del disco L5               | Germania Ovest - Richard Schule                                    | Germania Ovest - Wolfgang Maier                                         | Ungheria - Lajos Nyin                                 |
| Lancio del disco L6               | Regno Unito - Kevin McGee                                          | Regno Unito - Derek Nixon                                               | India - Joginder Singh Bedi                           |
| Distance throw C1                 | Irlanda - William Johnston                                         | Stati Uniti - Claude Prophete                                           | Regno Unito - David Pearce                            |
| Distance throw C2                 | Finlandia - Ari Jonkari                                            | Stati Uniti - Tom Cush                                                  | Germania Ovest - Raimund Eckstein                     |
| Lancio del giavellotto 1B         | Stati Uniti - Douglas Heir                                         | Germania Ovest - P. Schmidt                                             | Francia - C. Weiss                                    |
| Lancio del giavellotto 1C         | Brasile - Luís Cláudio Pereira                                     | Austria - Christoph Etzlstorfer                                         | Germania Ovest - Guenter Spiess                       |
| Lancio del giavellotto 2          | Svezia - Mats Laveborn                                             | Paesi Bassi - J. Levestone                                              | Germania Ovest - Hermann Nortmann                     |
| Lancio del giavellotto 3          | Jugoslavia - Marjan Peternelj                                      | Stati Uniti - J. Sampaga                                                | Norvegia - Jone Grant Malmin                          |
| Lancio del giavellotto 4          | Germania Ovest - Johann Schuhbauer                                 | Regno Unito - Leslie Jones                                              | Austria - Walter Pfaller                              |
| Lancio del giavellotto 5          | Polonia - Jacek Kowalik                                            | Belgio - M. de Meyer                                                    | Bahrein - K. Alqatam                                  |
| Lancio del giavellotto 6          | Svezia - Raymond Clark                                             | Israele - Nachman Wolf                                                  | Israele - H. Fliter                                   |
| Lancio del giavellotto A1         | Stati Uniti - John Jerome                                          | Austria - Walter Zierl                                                  | Stati Uniti - Richard Bryant                          |
| Lancio del giavellotto A2         | Australia - Kerrod McGregor                                        | Paesi Bassi - Jos van der Donk                                          | Francia - Leon Sur                                    |
| Lancio del giavellotto A3         | Germania Ovest - Hubert Berschgens                                 | Polonia - Stanislaw Mielczarek                                          | Regno Unito - Peter Barnes                            |
| Lancio del giavellotto A4         | Stati Uniti - Antoine Archie                                       | Australia - Donald Dann                                                 | Austria - Gilbert Pflanzer                            |
| Lancio del giavellotto A6-8       | Austria - Harald Roth                                              | Canada - Dan Leonard                                                    | Paesi Bassi - Rinus de Moor                           |
| Lancio del giavellotto A9         | Polonia - Jan Buczak                                               | Regno Unito - Philip Sadler                                             | Stati Uniti - Robert Hoskins                          |
| Lancio del giavellotto B1         | Norvegia - Terje Hansen                                            | Jugoslavia - Miroslav Jancic                                            | Stati Uniti - William Fennessee                       |
| Lancio del giavellotto B2         | Finlandia - Timo Sulisalo                                          | Stati Uniti - Reni Jackson                                              | Finlandia - Kalle Hautalahti                          |
| Lancio del giavellotto B3         | Finlandia - Raimo Heikkinen                                        | Ungheria - Gabor Czuth                                                  | Francia - Lucien Quemond                              |
| Lancio del giavellotto C3         | Svizzera - Martin Frey                                             | Regno Unito - John Simpson                                              | Irlanda - Joe Mulhall                                 |
| Lancio del giavellotto C4         | Regno Unito - Norman Burns                                         | Norvegia - Mons Skjelvik                                                | Irlanda - Martin Costello                             |
| Lancio del giavellotto C5         | Germania Ovest - Michael Quickert                                  | Austria - Manfred Atteneder                                             | Belgio - Lionel Creyf                                 |
| Lancio del giavellotto C6         | Regno Unito - Anthony Griffin                                      | Germania Ovest - Stefan Krieger                                         | Germania Ovest - Reinhard Kruger                      |
| Lancio del giavellotto C7         | Norvegia - Bjorn Tangen                                            | Svezia - Sven Hanson                                                    | Francia - Michel Bapte                                |
| Lancio del giavellotto C8         | Stati Uniti - Tom Becke                                            | Austria - Franz Hlozek                                                  | Paesi Bassi - Gert Bestebreurtje                      |
| Lancio del giavellotto L3         | Spagna - Alfredo Martín                                            | Svezia - Peter Sorensen                                                 | Regno Unito - Eric Pearce                             |
| Lancio del giavellotto L5         | Germania Ovest - Wolfgang Maier                                    | Lussemburgo - Mathias Bingen                                            | Ungheria - Lajos Nyin                                 |
| Lancio del giavellotto L6         | Regno Unito - Derek Nixon                                          | India - Bhimrao Kesarkar                                                | India - Joginder Singh Bedi                           |
| Precision throw C1                | Danimarca - Henrik Jorgensen                                       | Irlanda - William Johnston                                              | Stati Uniti - Ted Judge                               |
| Getto del peso 1A                 | Germania Ovest - Edund Weber                                       | Stati Uniti - S. Wilkins                                                | Germania Ovest - Heinrich Koeberle                    |
| Getto del peso 1B                 | Stati Uniti - Douglas Heir                                         | Canada - John Donahue                                                   | Canada - Bob Schmid                                   |
| Getto del peso 1C                 | Brasile - Luís Cláudio Pereira                                     | Germania Ovest - Siegmar Henker                                         | Germania Ovest - Guenter Spiess                       |
| Getto del peso 2                  | Svezia - Mats Laveborn                                             | Regno Unito - Kevan McNicholas                                          | Polonia - Ryszard Tomaszewski                         |
| Getto del peso 3                  | Kenya - Japheth Musyoki                                            | Norvegia - Jone Grant Malmin                                            | Jugoslavia - Marjan Peternelj                         |
| Getto del peso 4                  | Canada - Jacques Martin                                            | Stati Uniti - J. Zajac                                                  | Regno Unito - Leslie Jones                            |
| Getto del peso 5                  | Polonia - Jacek Kowalik                                            | Francia - Rudi van der Abbeele                                          | Egitto - A. S. Adel                                   |
| Getto del peso 6                  | Israele - Nachman Wolf                                             | Svezia - Raymond Clark                                                  | Israele - H. Fliter                                   |
| Getto del peso A1                 | Germania Ovest - Peter Falkenhain                                  | Stati Uniti - John Jerome                                               | Canada - John Belanger                                |
| Getto del peso A2                 | Polonia - Andrzej Zmitrowicz                                       | Austria - Rudolf Gandler                                                | Israele - Isschar Navon                               |
| Getto del peso A3                 | Irlanda - Ronan Tynan                                              | Germania Ovest - Hubert Berschgens                                      | Canada - Peter Palubicki                              |
| Getto del peso A4                 | Germania Ovest - Hans Josefiak                                     | Cina - Zhen Yu Yao                                                      | Stati Uniti - Jim McElhiney                           |
| Getto del peso A6-8               | Germania Ovest - Alois Beez                                        | Canada - Dan Leonard                                                    | Finlandia - Atte Karkkainen                           |
| Getto del peso A9                 | Stati Uniti - Robert Hoskins                                       | Polonia - Jan Buczak                                                    | Austria - Peter Kieweg                                |
| Getto del peso B1                 | Stati Uniti - James Neppl                                          | Germania Ovest - Dieter Grundmann Norvegia - Jan Bengston               |                                                       |
| Getto del peso B2                 | Stati Uniti - James Mastro                                         | Stati Uniti - Todd Hodgin                                               | Finlandia - Kalle Hautalahti                          |
| Getto del peso B3                 | Svezia - Gosta Karlsson                                            | Stati Uniti - Kevin Szott                                               | Finlandia - Kari Luusua                               |
| Getto del peso C2                 | Irlanda - Tom Leahy                                                | Jugoslavia - Zeljko Dereta                                              | Regno Unito - Steven Varden                           |
| Getto del peso C3                 | Svizzera - Martin Frey                                             | Regno Unito - John Simpson                                              | Irlanda - Joe Mulhall                                 |
| Getto del peso C4                 | Francia - Antoine Delaune                                          | Norvegia - Mons Skjelvik                                                | Canada - Glenn Whitford                               |
| Getto del peso C5                 | Austria - Manfred Atteneder                                        | Italia - Giovanni Lo Jacono                                             | Stati Uniti - Robert Gordon                           |
| Getto del peso C6                 | Belgio - Alex Hermans                                              | Germania Ovest - Reinhard Kruger                                        | Stati Uniti - Bill Hunsberger                         |
| Getto del peso C7                 | Jugoslavia - Franjo Izlakar                                        | Svezia - Sven Hanson                                                    | Finlandia - Timo Solmari                              |
| Getto del peso C8                 | Stati Uniti - Tom Becke                                            | Canada - Denis Sevigny                                                  | Regno Unito - Paul Taylor                             |
| Getto del peso L1                 | Regno Unito - Tom O'Brien                                          | Stati Uniti - Tony Worley                                               | Norvegia - Lauritz Ellefsen                           |
| Getto del peso L2                 | Ungheria - Tibor Szabo                                             | Regno Unito - Robert Tee                                                | Irlanda - Francis Genockey                            |
| Getto del peso L3                 | Svezia - Peter Sorensen                                            | Regno Unito - Eric Pearce                                               | Spagna - Alfredo Martins                              |
| Getto del peso L4                 | Regno Unito - Robert Lowe                                          | Stati Uniti - Shaun Graham                                              |                                                       |
| Getto del peso L5                 | Germania Ovest - Wolfgang Maier                                    | Germania Ovest - Richard Schule                                         | Regno Unito - Christopher McKeown                     |
| Getto del peso L6                 | Regno Unito - Barry Antonio                                        | India - Joginder Singh Bedi                                             | Regno Unito - Derek Nixon                             |
| Medicine ball thrust C2'          | Stati Uniti - Tom Cush                                             | Messico - Rosas Gerardo Lopez                                           | Irlanda - David Boland                                |
| King of the straight - 100 m 1A-6 | Belgio - Marc de Vos                                               | Stati Uniti - D. Barret                                                 | Nuova Zelanda - Robert Courtney                       |
| Slalom (leg) C2                   | Stati Uniti - Tom Cush                                             | Danimarca - Mogens Justesen                                             | Canada - Ken Thomas                                   |
| Slalom 1A                         | Italia - Paolo D'Agostini                                          | Messico - Franicsco de las Fuentes                                      | Stati Uniti - Sebastian de Francesco                  |
| Slalom 1B                         | Giappone - Akihiko Onodera                                         | Francia - C. Weiss                                                      | Australia - Michael Quinn                             |
| Slalom 1C                         | Nuova Zelanda - D. Miller                                          | Giappone - T. Sakurai                                                   | Germania Ovest - R. Zeyher                            |
| Slalom 2                          | Germania Ovest - Hermann Nortmann                                  | Giappone - Motoharu Matsuo                                              | Nuova Zelanda - Graham Condon                         |
| Slalom 3'                         | Giappone - N. Ogawa                                                | Canada - Chris Stoddard                                                 | Belgio - Paul van Winkel                              |
| Slalom 4                          | Giappone - Masanori Nakamura                                       | Svezia - Rolf Johansson                                                 | Svizzera - Ruedi Sommer                               |
| Slalom 5                          | Svizzera - Franz Nietlispach                                       | Australia - John Federico                                               | Giappone - K. Nakahashi                               |
| Slalom C1                         | Danimarca - Henrik Jorgensen                                       | Stati Uniti - Ted Judge                                                 | Regno Unito - Terry Hudson                            |
| Slalom C2                         | Irlanda - Dermot Walsh                                             | Stati Uniti - Mike Bowen                                                | Canada - Brian Kelly                                  |
| Slalom C3                         | Stati Uniti - Ron Mullis                                           | Stati Uniti - Rene Rivera Regno Unito - Jason Beasley                   |                                                       |
| Slalom C4                         | Stati Uniti - Eric Owens                                           | Canada - Robert Easton                                                  | Regno Unito - Norman Burns                            |
| Pentathlon 1A'                    | Stati Uniti - Bart Dodson                                          | Germania Ovest - Heinrich Koeberle                                      | Germania Ovest - H. Lobbering                         |
| Pentathlon 1B'                    | Germania Ovest - P. Schmidt                                        | Stati Uniti - Douglas Heir                                              | Francia - C. Weiss                                    |
| Pentathlon 1C'                    | Germania Ovest - Siegmar Henker                                    | Brasile - Luís Claúdio Pereira                                          | Stati Uniti - D. Wallen                               |
| Pentathlon 2                      | Svezia - Mats Laveborn                                             | Germania Ovest - Hermann Nortmann                                       | Finlandia - Matti Leinonen                            |
| Pentathlon 3                      | Norvegia - Jone Grant Malmin                                       | Messico - C. Nomez                                                      | Germania Ovest - H. Kulzer                            |
| Pentathlon 4                      | Belgio - Remi van Ophem                                            | Austria - Walter Pfaller                                                | Stati Uniti - J. Zajac                                |
| Pentathlon 5                      | Francia - Rudi van den Abbeele                                     | Belgio - M. de Meyer                                                    | Germania Ovest - Eugen Weiberle                       |
| Pentathlon 6                      | Svezia - Raymond Clark                                             | Israele - Nachman Wolf                                                  | Messico - A. Perez                                    |
| Pentathlon B1                     | Jugoslavia - Miroslav Jancic                                       | Ungheria - Laszlo Nemeth                                                | Norvegia - Svein Andersen                             |
| Pentathlon B2                     | Australia - Mark Davies                                            | Belgio - Rudy de Meersman                                               | Polonia - Zbigniew Duzikowski                         |
| Pentathlon B3                     | Regno Unito - Merle Whiteley                                       | Germania Est - Siegmund Hegeholz                                        | Stati Uniti - Garland Burress                         |

### Gare femminili
| Evento                             | Oro                                                   | Argento                                                                      | Bronzo                                                                    |
| 20 m (arm) C2                      | Stati Uniti - Nancy Anderson                          | Germania Ovest - Ursula Pieperrek                                            | Regno Unito - Valerie Smith                                               |
| 60 m A1-3                          | Stati Uniti - Youlanda Barker                         | Francia - Valene Deconde                                                     | Stati Uniti - Melody Williamson                                           |
| 60 m C2                            | Canada - Laura Misciagna                              | Stati Uniti - Terri Feinstein                                                | Portogallo - Maria Helena Martins                                         |
| 60 m C3                            | Regno Unito - Aileen Harper                           | Paesi Bassi - Ans Bouwmeester                                                | Stati Uniti - Elizabeth Fleming                                           |
| 60 m C6                            | Regno Unito - Loraine Charters                        | Regno Unito - Amanda Kyffin                                                  | Brasile - Márcia Malsar                                                   |
| 100 m 1A                           | Canada - Martha Gustafson                             | Brasile - M. Ferraz                                                          | Stati Uniti - K. Holm                                                     |
| 100 m 1B                           | Stati Uniti - J. Mora                                 | Francia - P. Delevacque                                                      | Giordania - Aida Sheshani                                                 |
| 100 m 1C                           | Canada - Tham Simpson                                 | Messico - J. Gutierrez                                                       |                                                                           |
| 100 m 2                            | Danimarca - Ingrid Lauridsen                          | Stati Uniti - Glee Lyford                                                    | Stati Uniti - B. Moore                                                    |
| 100 m 3                            | Canada - Debbi Kostelyk                               | Nuova Zelanda - S. Hadfield                                                  | Italia - Sabrina Bulleri                                                  |
| 100 m 4                            | Svezia - Monica Saker                                 | Italia - Milena Balsamo                                                      | Polonia - Lilia Harasimczuk                                               |
| 100 m 5                            | Francia - Martine Prieur                              | Svezia - A. Orvefors                                                         | Messico - Juana Soto                                                      |
| 100 m A4                           | Germania Ovest - Reinhild Moeller                     | Stati Uniti - Karen Farmer                                                   | Canada - Anne Farrell                                                     |
| 100 m A6                           | Germania Ovest - Petra Buddelmeyer                    | Regno Unito - Barbara Joscelyne                                              | Finlandia - Paivi Kaunisto                                                |
| 100 m B1                           | Spagna - Purificación Santamarta                      | Stati Uniti - Lori Bennett                                                   | Paesi Bassi - Joke van Rijswijk                                           |
| 100 m B2                           | Polonia - Malgorzata Zalenska                         | Brasile - Anelise Hermany                                                    | Cina - Yali Ping                                                          |
| 100 m B3                           | Stati Uniti - Beth Bishop                             | Cina - Jihong Zhao                                                           | Messico - Carmen del Marquez                                              |
| 100 m C4                           | Svezia - Merja Jaaroa                                 | Stati Uniti - Kimala Searcy                                                  | Regno Unito - Susan Stevenson                                             |
| 100 m C5                           | Stati Uniti - Kathie Kessler                          | Canada - Irene Larochelle                                                    | Canada - Sandy Morgan                                                     |
| 100 m C7                           | Svizzera - Zita Andrey                                | Francia - Veronique Rochette                                                 | Irlanda - Theresa Ward                                                    |
| 100 m C8                           | Giappone - Toshiko Kobayashi                          | Stati Uniti - Deborah Hearn                                                  |                                                                           |
| 100 m L2                           | Regno Unito - Wilma Lawrie                            | Stati Uniti - Terri Dixon                                                    |                                                                           |
| 100 m L3                           | Stati Uniti - Twyanna Caldwell                        |                                                                              |                                                                           |
| 200 m 1A                           | Canada - Martha Gustafson                             | Brasile - M. Ferraz                                                          | Stati Uniti - K. Holm                                                     |
| 200 m 1B                           | Stati Uniti - J. Mora                                 | Francia - P. Delevacque                                                      | Giordania - Aida Sheshani                                                 |
| 200 m 1C                           | Canada - Tham Simpson                                 | Messico - J. Gutierrez                                                       | Canada - Judy Zelman                                                      |
| 200 m 2                            | Danimarca - Ingrid Lauridsen                          | Messico - Dora Garcia                                                        | Stati Uniti - B. Moore                                                    |
| 200 m 3                            | Nuova Zelanda - S. Hadfield                           | Canada - Debbi Kostelyk                                                      | Germania Ovest - G. Beyer                                                 |
| 200 m 4                            | Svezia - Monica Saker                                 | Danimarca - Connie Hansen                                                    | Belgio - Chris de Craene                                                  |
| 200 m 5                            | Svezia - A. Orvefors                                  | Canada - A. Ieretti                                                          | Francia - Martine Prieur                                                  |
| 200 m A1-3                         | Stati Uniti - Youlanda Barker                         | Francia - Valerie Deconde                                                    | Stati Uniti - Melody Williamson                                           |
| 200 m C2                           | Canada - Laura Misciagna                              | Stati Uniti - Terri Feinstein                                                | Stati Uniti - Angela Davis                                                |
| 200 m C3                           | Paesi Bassi - Ans Bouwmeester                         | Stati Uniti - Elizabeth Fleming                                              | Canada - Elaine Hewitt                                                    |
| 200 m C6                           | Brasile - Márcia Malsar                               | Regno Unito - Amanda Kyffin                                                  | Regno Unito - Loraine Charters                                            |
| 200 m C7                           | Francia - Veronique Rochette                          | Irlanda - Theresa Ward                                                       | Germania Ovest - Anette Saeger                                            |
| 200 m C8                           | Regno Unito - Brenda Woodcock                         | Giappone - Toshiko Kobayashi                                                 |                                                                           |
| 400 m 1A                           | Canada - Martha Gustafson                             | Brasile - M. Ferraz                                                          | Stati Uniti - K. Holm                                                     |
| 400 m 1B                           | Stati Uniti - J. Mora                                 | Francia - P. Delevacque                                                      |                                                                           |
| 400 m 1C                           | Canada - Tham Simpson                                 | Messico - J. Gutierrez                                                       | Canada - Judy Zelman                                                      |
| 400 m 2                            | Danimarca - Ingrid Lauridsen                          | Stati Uniti - B. Moore                                                       | Stati Uniti - Glee Lyford                                                 |
| 400 m 3                            | Canada - Debbi Kostelyk                               | Germania Ovest - G. Beyer                                                    | Messico - M. D. L. A. Valdes                                              |
| 400 m 4                            | Svezia - Monica Saker                                 | Belgio - Chris de Craene                                                     | Danimarca - Connie Hansen                                                 |
| 400 m 5                            | Svezia - A. Orvefors                                  | Canada - Angela Leriti                                                       | Francia - Martine Prieur                                                  |
| 400 m A4                           | Germania Ovest - Reinhild Möller                      | Stati Uniti - Karen Farmer                                                   | Canada - Anne Farrell                                                     |
| 400 m B1                           | Spagna - Purificación Santamarta                      | Jugoslavia - Refija Okic                                                     | Italia - Rossella Inverni                                                 |
| 400 m B2                           | Irlanda - Carol Carr                                  | Polonia - Malgorzata Zalenska                                                | Italia - Emanuela Grigio                                                  |
| 400 m B3                           | Stati Uniti - Beth Bishop                             | Polonia - Halina Wozniak                                                     | Cina - Jihong Zhao                                                        |
| 400 m C4                           | Svezia - Merja Jaaroa                                 | Stati Uniti - Kimala Searcy                                                  | Stati Uniti - Cathy Brown                                                 |
| 400 m C7                           | Germania Ovest - Anette Saeger                        | Francia - Veronique Rochette                                                 | Germania Ovest - Susanne Schmid                                           |
| 400 m C8                           | Regno Unito - Brenda Woodcock                         | Germania Ovest - Henrike Noller                                              | Giappone - Toshiko Kobayashi                                              |
| 400 m L2                           | Regno Unito - Wilma Lawrie                            | Stati Uniti - Terri Dixon                                                    |                                                                           |
| 800 m 1A                           | Canada - Martha Gustafson                             | Brasile - M. Ferraz                                                          | Stati Uniti - K. Holm                                                     |
| 800 m 1C                           | Canada - Tham Simpson                                 | Stati Uniti - J. Mora                                                        | Messico - J. Gutierrez                                                    |
| 800 m 2                            | Danimarca - Ingrid Lauridsen                          | Stati Uniti - Jayne Schiff                                                   | Stati Uniti - B. Moore                                                    |
| 800 m 3                            | Germania Ovest - G. Beyer                             | Svizzera - Bernadette Melliger                                               | Hong Kong - Y. M. Wong                                                    |
| 800 m 4                            | Svezia - Monica Saker                                 | Canada - D. Rakieki                                                          | Stati Uniti - S. Norman                                                   |
| 800 m 5                            | Canada - Angela Leriti                                | Svezia - A. Orvefors                                                         | Messico - B. Cineros                                                      |
| 800 m A6                           | Regno Unito - Julia Scarlett                          | Francia - Christelle Donnez                                                  |                                                                           |
| 800 m B1                           | Stati Uniti - Lori Bennett                            | Italia - Rossella Inverni                                                    | Germania Ovest - Gabriele Rossmeier                                       |
| 800 m B2                           | Polonia - Malgorzata Zalenska                         | Italia - Emanuela Grigio                                                     | Brasile - Anelise Hermany                                                 |
| 800 m B3                           | Stati Uniti - Wanda Watts                             | Polonia - Halina Wozniak                                                     | Italia - Agnese Grigio                                                    |
| 800 m C4                           | Svezia - Merja Jaaroa                                 | Stati Uniti - Kimala Searcy                                                  | Stati Uniti - Cathy Brown                                                 |
| 1000 m cross country C6            | Irlanda - Morna Cloonan                               | Brasile - Márcia Malsar                                                      | Germania Ovest - Katrin Metz                                              |
| 1000 m cross country C7            | Stati Uniti - Susan Moucha                            | Germania Ovest - Susanne Schmid                                              | Portogallo - Maria Albertina Cabral                                       |
| 1000 m cross country C8            | Regno Unito - Brenda Woodcock                         | Stati Uniti - Ann Marie Roberts                                              | Stati Uniti - Deborah Hearn                                               |
| 1500 m 2                           | Danimarca - Ingrid Lauridsen                          | Stati Uniti - B. Moore                                                       | Stati Uniti - Glee Lyford                                                 |
| 1500 m 3                           | Hong Kong - Y. L. Mui                                 | Germania Ovest - G. Beyer                                                    | Hong Kong - Y. M. Wong                                                    |
| 1500 m 4                           | Svezia - Monica Saker                                 | Danimarca - Connie Hansen                                                    | Stati Uniti - S. Norman                                                   |
| 1500 m 5                           | Canada - Angela Leriti                                | Svezia - A. Orvefors                                                         | Messico - Juana Soto                                                      |
| 1500 m B1                          | Austria - Margaret Heger                              | Canada - Cheryl Hurd                                                         | Germania Ovest - Susanne Wittje                                           |
| 1500 m B2                          | Canada - Christine Nicholas                           | Irlanda - Carol Carr                                                         | Polonia - Malgorzata Zalenska                                             |
| 1500 m B3                          | Polonia - Halina Wozniak                              | Canada - Norah Good                                                          | Stati Uniti - Wanda Watts                                                 |
| 3000 m B1                          | Canada - Cheryl Hurd                                  | Austria - Margaret Heger                                                     | Australia - Prue-Anne Reynalds                                            |
| 3000 m B2                          | Canada - Christine Nicholas                           | Polonia - Malgorzata Zalenska                                                | Stati Uniti - Maria Serrat                                                |
| 3000 m B3                          | Canada - Norah Good                                   | Polonia - Halina Wozniak                                                     | Canada - Kim Umbach                                                       |
| 5000 m 2                           | Danimarca - Ingrid Lauridsen                          | Stati Uniti - B. Moore                                                       | Stati Uniti - Jayne Schiff                                                |
| 5000 m 3                           | Germania Ovest - G. Beyer                             | Hong Kong - Y. M. Wong                                                       | Hong Kong - Y. L. Mui                                                     |
| 5000 m 4                           | Stati Uniti - S. Norman                               | Danimarca - Connie Hansen                                                    | Australia - Jan Randles                                                   |
| 5000 m 5                           | Canada - Angela Leriti                                | Messico - Juana Soto                                                         | Hong Kong - Y. Wong                                                       |
| Maratona 2                         | Stati Uniti - Jayne Schiff                            | Nuova Zelanda - Patricia Hill                                                | Messico - Dora Garcia                                                     |
| Maratona 3                         | Germania Ovest - G. Beyer                             | Australia - Julie Russell                                                    | Regno Unito - D. Smith                                                    |
| Maratona 4                         | Australia - Jan Randles                               | Irlanda - Kay McShane                                                        | Stati Uniti - S. Norman                                                   |
| Maratona 5                         | Messico - Juana Soto                                  | Messico - E. Belmont                                                         |                                                                           |
| Staffetta 4×100 m 2-5              | Canada                                                | Stati Uniti                                                                  | Hong Kong                                                                 |
| Staffetta 4×200 m 2-5              | Stati Uniti                                           | Hong Kong                                                                    |                                                                           |
| Staffetta 4×400 m 2-5              | Hong Kong                                             | Stati Uniti                                                                  | Italia Silvana Vettorello Milena Balsamo Sabrina Bulleri Christina Ploner |
| Salto in alto A6                   | Germania Ovest - Petra Buddelmeyer                    | Stati Uniti - Julie Holley                                                   |                                                                           |
| Salto in alto B1                   | Regno Unito - Catherine Welsby                        | Paesi Bassi - Vera Kroes                                                     | Paesi Bassi - Joke van Rijswijk                                           |
| Salto in alto B2                   | Stati Uniti - Janet Rowley                            | Australia - Margaret Murphy                                                  |                                                                           |
| Salto in alto B3                   | Stati Uniti - Melba Houghton                          | Cina - Jihong Zhao                                                           |                                                                           |
| Salto in lungo A2                  | Australia - Valerie Woodbridge Canada - Cheril Barrer |                                                                              | Regno Unito - Evelyn Dicks                                                |
| Salto in lungo A6                  | Germania Ovest - Petra Buddelmeyer                    | Finlandia - Paivi Kaunisto                                                   | Polonia - Zofia Mielech                                                   |
| Salto in lungo B1                  | Paesi Bassi - Joke van Rijswijk                       | Germania Ovest - Ursula Buschbeck                                            | Regno Unito - Catherine Welsby                                            |
| Salto in lungo B2                  | Cina - Yali Ping                                      | Brasile - Anelise Hermany                                                    | Australia - Margaret Murphy                                               |
| Salto in lungo B3                  | Cina - Jihong Zhao                                    | Stati Uniti - Beth Bishop                                                    | Norvegia - Mona Ullmann                                                   |
| Salto in lungo C7                  | Germania Ovest - Heike Bogie                          | Francia - Veronique Rochette                                                 | Canada - Joanne Bouw                                                      |
| Salto in lungo C8                  | Giappone - Toshiko Kobayashi                          |                                                                              |                                                                           |
| Lancio della clava C2              | Regno Unito - Valerie Smith                           | Stati Uniti - Jane Spitzley                                                  | Irlanda - Monica O'Kelly                                                  |
| Lancio della clava C3              | Regno Unito - Aileen Harper                           | Regno Unito - Anne Trotman                                                   | Regno Unito - Linda Fyfe                                                  |
| Lancio della clava C4              | Stati Uniti - Joan Blalark                            | Regno Unito - Susan Stevenson                                                | Regno Unito - Helen Hilderley                                             |
| Lancio della clava C5              | Regno Unito - Jane Peters                             | Nuova Zelanda - Denise Cook                                                  | Regno Unito - Paula Knapper                                               |
| Lancio della clava C6              | Danimarca - Susanne Schmidt                           | Irlanda - Morna Cloonan                                                      | Norvegia - Tone Karlsen                                                   |
| Lancio della clava L1              | Regno Unito - Lisa Barker                             |                                                                              |                                                                           |
| Lancio del disco 1B                | Canada - Martha Gustafson                             | Regno Unito - Isabel Barr                                                    | Irlanda - Rosaleen Gallagher                                              |
| Lancio del disco 1C                | Messico - J. Gutierrez                                | Brasile - Amintas Piedade                                                    |                                                                           |
| Lancio del disco 2                 | Kuwait - Adelah Al-Roumi                              | Belgio - Marie Line Pollet                                                   | Polonia - Krystyna Owczarczyk                                             |
| Lancio del disco 3                 | Irlanda - Cathy Dunne                                 | Regno Unito - Dorothy Ripley                                                 | Germania Ovest - Waltraud Hagenlocher                                     |
| Lancio del disco 4                 | Stati Uniti - Kathryne Lynne Carlton                  | Polonia - Lilia Harasimczuk                                                  | Germania Ovest - M. Bartheiel                                             |
| Lancio del disco 5                 | Francia - Martine Prieur                              | Germania Ovest - Elka Munker                                                 | Zimbabwe - M. Ndlovu                                                      |
| Lancio del disco 6                 | Israele - Zipora Rubin-Rosenbaum                      | Bahamas - Christine Morgan                                                   |                                                                           |
| Lancio del disco A1                | Polonia - Barbara Tomaszewska                         | Regno Unito - Karen Davidson                                                 | Egitto - Gaber Ali Nagat                                                  |
| Lancio del disco A2                | Canada - Stephania Balta                              | Australia - Valerie Woodbridge                                               | Australia - Donna Smith                                                   |
| Lancio del disco A4                | Stati Uniti - Karen Farmer                            | Finlandia - Liisa Makela                                                     |                                                                           |
| Lancio del disco A6                | Regno Unito - Barbara Joscelyne                       | Polonia - Zofia Mielech                                                      | Cina - Shuyun Wang                                                        |
| Lancio del disco B1                | Germania Ovest - Brigitte Otto-Lange                  | Germania Est - Rita Gerstenberger                                            | Egitto - Abdulla Nagla                                                    |
| Lancio del disco B2                | Stati Uniti - Janet Rowley                            | Regno Unito - Michelle Message                                               | Austria - Renata Hönisch                                                  |
| Lancio del disco C3                | Stati Uniti - Cecelia Pierce                          | Stati Uniti - Manyon Lyons                                                   | Regno Unito - Anne Trotman                                                |
| Lancio del disco C4                | Paesi Bassi - Ans Bouwmeester                         | Stati Uniti - Joan Blalark                                                   | Regno Unito - Helen Hilderley                                             |
| Lancio del disco C5                | Nuova Zelanda - Denise Cook                           | Regno Unito - Jane Peters                                                    | Canada - Susan Smith                                                      |
| Lancio del disco C6                | Regno Unito - Amanda Kyffin                           | Norvegia - Tone Karlsen                                                      | Stati Uniti - Shirley Coleman                                             |
| Lancio del disco C7                | Svizzera - Zita Andrey                                | Paesi Bassi - Mieke Roelofsen                                                | Canada - Joanne Bouw                                                      |
| Lancio del disco C8                | Stati Uniti - Ann Marie Roberts                       | Paesi Bassi - Dinie Westrate                                                 |                                                                           |
| Lancio del disco L2                | Regno Unito - Mary McCann                             | Regno Unito - Irene Hotchin                                                  | Stati Uniti - Mary Lou Baranski                                           |
| Lancio del disco L3                | Regno Unito - Kim White                               | Stati Uniti - Twyanna Caldwell                                               |                                                                           |
| Lancio del disco L5                | Finlandia - Liisa Solmari                             | Ungheria - Jozsafine Kiraly                                                  | Regno Unito - Dawn McDade                                                 |
| Lancio del disco L6                | Regno Unito - Margaret Heald                          | Austria - Doris Kogelbauer                                                   |                                                                           |
| Distance throw C1                  | Stati Uniti - Maureen Gaynor                          | Regno Unito - Amanda Beverley Little                                         | Canada - Debbie Willows                                                   |
| Distance throw C2                  | Regno Unito - Anne Swann                              | Regno Unito - Maria Brooks                                                   | Canada - Harriet Lahman                                                   |
| Lancio del giavellotto 1B          | Regno Unito - Dzaier Neil                             | Irlanda - Rosaleen Gallagher                                                 | Zimbabwe - R. Mukuya                                                      |
| Lancio del giavellotto 1C          | Brasile - Amintas Piedade                             | Messico - J. Gutierrez                                                       | Canada - Judy Zelman                                                      |
| Lancio del giavellotto 2           | Polonia - Krystyna Owczarczyk                         | Germania Ovest - Margit Quell                                                | Stati Uniti - Annette Houk                                                |
| Lancio del giavellotto 3           | Jugoslavia - Milka Milinkovic                         | Regno Unito - Dorothy Ripley                                                 | Kenya - Lucy Wanjiru                                                      |
| Lancio del giavellotto 4           | Australia - Julie Dowling                             | Stati Uniti - Kathryne Lynne Carlton                                         | Polonia - Lilia Harasimczuk                                               |
| Lancio del giavellotto 5           | Israele - Zipora Rubin-Rosenbaum                      | Francia - Martine Prieur                                                     | Germania Ovest - Elka Munker                                              |
| Lancio del giavellotto A1          | Egitto - Gaber Ali Nagat                              | Polonia - Barbara Tomaszewska                                                | Regno Unito - Karen Davidson                                              |
| Lancio del giavellotto A2          | Australia - Donna Smith                               | Canada - Stephania Balta                                                     | Stati Uniti - Melody Williamson                                           |
| Lancio del giavellotto A4          | Canada - Anne Farrell                                 | Stati Uniti - Karen Farmer                                                   | Finlandia - Liisa Makela                                                  |
| Lancio del giavellotto A6          | Polonia - Zofia Mielech                               | Cina -Shuyun Wang                                                            |                                                                           |
| Lancio del giavellotto B1          | Regno Unito - Janice Moores                           | Germania Ovest - Ilse Bohning                                                | Germania Est - Rita Gerstenberger                                         |
| Lancio del giavellotto B2          | Stati Uniti - Karen Helmacy                           | Regno Unito - Mary Clark                                                     | Stati Uniti - Janet Rowley                                                |
| Lancio del giavellotto B3          | Stati Uniti - Lori Johnson                            | Norvegia - Mona Ullmann                                                      | Finlandia - Merja Vahamaa                                                 |
| Lancio del giavellotto C3          | Regno Unito - Linda Fyfe                              | Regno Unito - Anne Trotman                                                   | Messico - Gaxiola Goerne Chico                                            |
| Lancio del giavellotto C4          | Regno Unito - Susan Stevenson                         | Regno Unito - Helen Hilderley                                                |                                                                           |
| Lancio del giavellotto C5          | Regno Unito - Jane Peters                             | Nuova Zelanda - Denise Cook                                                  | Canada - Susan Smith\|                                                    |
| Lancio del giavellotto C6          | Norvegia - Tone Karlsen                               | Danimarca - Susanne Schmidt                                                  | Regno Unito - Amanda Kyffin                                               |
| Lancio del giavellotto C7          | Canada - Joanne Bouw                                  | Irlanda - Theresa Ward                                                       | Norvegia - Birte Oddny Larsen                                             |
| Lancio del giavellotto C8          | Canada - Judy Goodrich                                | Stati Uniti - Deborah Hearn                                                  | Paesi Bassi - Dinie Westrate                                              |
| Lancio del giavellotto L2          | Regno Unito - Mary McCann                             | Stati Uniti - Mary Lou Baranski                                              |                                                                           |
| Lancio del giavellotto L3          | Regno Unito - Kim White                               | Stati Uniti - Twyanna Caldwell                                               |                                                                           |
| Lancio del giavellotto L5          | Trinidad e Tobago - Rachael Marshall                  | Ungheria - Jozsafine Kiraly                                                  | Finlandia - Liisa Solmari                                                 |
| Precision throw C1                 | Regno Unito - Amanda Beverley Little                  | Canada - Debbie Willows Stati Uniti - Candy Demarois Kuwait - Hayat Al-Sabih |                                                                           |
| Getto del peso 1A                  | Brasile - M. Ferraz                                   | Giordania - Maha Bargouthi                                                   |                                                                           |
| Getto del peso 1B                  | Irlanda - Rosaleen Gallagher                          | Regno Unito - Isabel Barr                                                    | Regno Unito - Dzaier Neil                                                 |
| Getto del peso 1C                  | Brasile - Amintas Piedade                             | Canada - Judy Zelman                                                         | Messico - J. Gutierrez                                                    |
| Getto del peso 2                   | Belgio - Marie Line Pollet                            | Kuwait - Adelah Al-Roumi                                                     | Irlanda - Christina Dodrill                                               |
| Getto del peso 3                   | Regno Unito - Dorothy Ripley                          | Jugoslavia - Milka Milinkovic                                                | Germania Ovest - Waltraud Hagenlocher                                     |
| Getto del peso 4                   | Germania Ovest - M. Bartheiel                         | Polonia - Lilia Harasimczuk                                                  | Jugoslavia - D. Lapornik                                                  |
| Getto del peso 5                   | Germania Ovest - Elka Munker                          | Israele - Zipora Rubin-Rosenbaum                                             | Francia - Martine Prieur                                                  |
| Getto del peso A1                  | Regno Unito - Karen Davidson                          | Polonia - Barbara Tomaszewska                                                | Egitto - Gaber Ali Nagat                                                  |
| Getto del peso A2                  | Canada - Stephania Balta                              | Australia - Donna Smith                                                      | Australia - Valerie Woodbridge                                            |
| Getto del peso A4                  | Stati Uniti - Karen Farmer                            | Finlandia - Liisa Makela                                                     |                                                                           |
| Getto del peso A6                  | Polonia - Zofia Mielech                               | Regno Unito - Barbara Joscelyne                                              |                                                                           |
| Getto del peso B1                  | Paesi Bassi - Vera Kroes                              | Germania Ovest - Ilse Bohning                                                | Germania Ovest - Brigitte Otto-Lange                                      |
| Getto del peso B2                  | Stati Uniti - Janet Rowley                            | Regno Unito - Michelle Message                                               | Austria - Gabriele Berghofer                                              |
| Getto del peso B3                  | Finlandia - Merja Vahamaa                             | Svezia - Maria Hansson-Boe                                                   | Norvegia - Mona Ullmann                                                   |
| Getto del peso C2                  | Regno Unito - Anne Swann                              | Regno Unito - Valerie Smith                                                  | Irlanda - Monica O'Kelly                                                  |
| Getto del peso C3                  | Regno Unito - Linda Fyfe                              | Messico - Gaxiola Goerne Chico                                               | Irlanda - Jennifer Keily                                                  |
| Getto del peso C4                  | Paesi Bassi - Ans Bouwmeester                         | Regno Unito - Susan Stevenson                                                | Regno Unito - Helen Hilderley                                             |
| Getto del peso C5                  | Nuova Zelanda - Denise Cook                           | Regno Unito - Jane Peters                                                    | Canada - Martha Johnson                                                   |
| Getto del peso C6                  | Irlanda - Morna Cloonan                               | Regno Unito - Amanda Kyffin                                                  | Norvegia - Tone Karlsen                                                   |
| Getto del peso C7                  | Canada - Joanne Bouw                                  | Norvegia - Birte Oddny Larsen                                                | Paesi Bassi - Mieke Roelofsen                                             |
| Getto del peso C8                  | Stati Uniti - Ann Marie Roberts                       | Paesi Bassi - Dinie Westrate                                                 | Stati Uniti - Deborah Hearn                                               |
| Getto del peso L2                  | Regno Unito - Irene Hotchin                           | Regno Unito - Mary McCann                                                    | Stati Uniti - Mary Lou Baranski                                           |
| Getto del peso L3                  | Regno Unito - Kim White                               | Stati Uniti - Twyanna Caldwell                                               |                                                                           |
| Getto del peso L5                  | Trinidad e Tobago -Rachael Marshall                   | Ungheria - Jozsafine Kiraly                                                  | Finlandia - Liisa Solmari                                                 |
| Medicine ball thrust C2            | Regno Unito - Anne Swann                              | Regno Unito - Maria Brooks                                                   | Canada - Harriet Lahman                                                   |
| Queen of the straight - 100 m 1°-6 | Svezia - M. Saker                                     | Francia - Martine Prieur                                                     | Danimarca - Ingrid Lauridsen                                              |
| Slalom (leg) C2                    | Canada - Laura Misciagna                              | Regno Unito - Maria Brooks                                                   | Irlanda - Monica O'Kelly                                                  |
| Slalom 1B                          | Stati Uniti - Ruth Rosenbaum                          | Brasile - M. Ferraz                                                          | Irlanda - Rosaleen Gallagher                                              |
| Slalom 1C                          | Canada - Tham Simpson                                 | Brasile - Amintas Piedade                                                    | Messico - J. Gutierrez                                                    |
| Slalom 2                           | Nuova Zelanda - Patricia Hill                         | Germania Ovest - Margit Quell                                                | Kuwait - Adelah Al-Roumi                                                  |
| Slalom 3                           | Giappone - K. Shiota                                  | Nuova Zelanda - S. Hadfield                                                  | Stati Uniti - J. Dilorenzo                                                |
| Slalom 4                           | Giappone - Masami Morimoto                            | Giappone - K. Yoshida                                                        | Stati Uniti - Kathryne Lynne Carlton                                      |
| Slalom 5                           | Giappone - K. Sugeno                                  | Giappone - T. Morita                                                         | Svizzera - Rosa Zaugg                                                     |
| Slalom C1                          | Stati Uniti - Maureen Gaynor                          | Australia - Lyn Coleman                                                      | Irlanda - Alison Barnes                                                   |
| Slalom C2                          | Stati Uniti - Nancy Anderson                          | Regno Unito - Valerie Smith                                                  | Germania Ovest - Ursula Pieperrek                                         |
| Slalom C3                          | Regno Unito - Aileen Harper                           | Regno Unito - Anne Trotman                                                   | Irlanda - Jennifer Keily                                                  |
| Slalom C4                          | Regno Unito - Clovee Fox                              | Stati Uniti - Joan Blalark                                                   | Stati Uniti - Cathy Brown                                                 |
| Pentathlon 2                       | Belgio - Marie Line Pollet                            | Nuova Zelanda - Patricia Hill                                                | Germania Ovest - Margit Quell                                             |
| Pentathlon 3                       | Nuova Zelanda - S. Hadfield                           | Germania Ovest - Waltraud Hagenlocher                                        | Australia - Julie Russell                                                 |
| Pentathlon 4                       | Stati Uniti - Kathryne Lynne Carlton                  | Polonia - Lilia Harasimczuk                                                  | Germania Ovest - M. Bartheiel                                             |
| Pentathlon 5                       | Messico - Juana Soto                                  | Germania Ovest - Elka Munker                                                 | Messico - B. Cineros                                                      |
| Pentathlon 6                       | Francia - Martine Prieur                              | Israele - Zipora Rubin-Rosenbaum                                             | Bahamas - Christine Morgan                                                |
| Pentathlon B1                      | Austria - Margaret Heger                              |                                                                              |                                                                           |
| Pentathlon B2                      | Austria - Gabriele Berghofer                          | Austria - Renata Hönisch                                                     | Regno Unito - Mary Clark                                                  |
| Pentathlon B3                      | Norvegia - Mona Ullmann                               | Italia - Agnese Grigio                                                       |                                                                           |

### Gare miste
| Evento                | Oro         | Argento | Bronzo                                              |
| Staffetta 3×60 m C2–3 | Stati Uniti | Canada  | Regno Unito Maria Brooks Jason Beasley Anne Trotman |